# Calcinelli
Calcinelli è una frazione del comune sparso di Colli al Metauro, di cui è sede comunale, nella provincia di Pesaro e Urbino.
È un importante centro industriale commerciale nella valle del Metauro, attraversato dalla Via Flaminia.
Fino al 31 dicembre 2016 è stata una frazione di Saltara, poi confluita in Colli al Metauro assieme a Montemaggiore al Metauro e Serrungarina.

## Storia
Sembra che in epoca romana la zona corrispondente all'odierna Calcinelli ospitasse una stazione di cambio cavalli denominata Ad Octavo (menzionata dall'Itinerarium burdigalense) posta a circa metà strada tra la città di Fano (Fanum Fortunae) e Fossombrone (Forum Sempronii). Altri itinerari indicano in sedici miglia la distanza tra i due centri urbani, per cui la mutatio doveva distare presumibilmente otto miglia da ciascuna delle due città. A codesta statio potrebbero forse appartenere i resti di un edificio d'età romana con pavimento in opus spicatum, rinvenuti nel maggio-giugno 1937 presso il sito di Posta Vecchia. Il nucleo moderno dell'odierno centro cittadino sorse tra il XVIII e il XIX secolo, mantenendosi in buona parte inalterato per quasi tutto l'Ottocento. Da allora e per tutta la prima metà del XX secolo ha conosciuto una lenta ma progressiva crescita demografica. Nel 1943-1945 divenne, assieme a molti altri centri minori della zona, luogo di trasferimento degli sfollati della città di Fano e di altre zone limitrofe, a seguito dei bombardamenti Alleati e della successiva ritirata tedesca. Dal dopoguerra il centro ha conosciuto, a partire dagli anni 1960, un intenso sviluppo industriale e quindi un incremento demografico a cui non sempre ha corrisposto una reale integrazione sociale ed una crescita culturale. Se infatti molti sono i negozi, i bar ed i ristoranti, mancano librerie, cinema, teatro e musei. Attualmente la popolazione di Calcinelli si aggira sui 4 000 abitanti.

## Arte
Il centro storico è costituito dalla chiesa dell'Angelo Custode (XIX secolo) e da numerose villette stile liberty, costruite in larga parte durante gli anni 1930 e recentemente restaurate. Nel 1923, a seguito della rapida crescita urbana, fu eretta la chiesa di Santa Croce, assai più grande della precedente. Alcuni scavi archeologici svoltisi soprattutto tra gli anni 1980 e gli anni 1990 hanno portato alla luce, in zone di campagna limitrofe al centro abitato, scarsi resti di antiche ville romane.

## Amministrazione
Nel corso degli anni 1990 il comune di Saltara (di cui all'epoca faceva parte) ha riconosciuto un certo grado di autonomia al centro urbano, con l'apertura di una sede comunale distaccata nella zona centrale della cittadina.